# Apalacris nigrogeniculata
Apalacris nigrogeniculata är en insektsart som beskrevs av Bi, D. 1984. Apalacris nigrogeniculata ingår i släktet Apalacris och familjen gräshoppor. Inga underarter finns listade i Catalogue of Life.